# Territorio della Kamčatka
Il territorio della Kamčatka (in russo Камчатский край?, Kamčatskij kraj) è un kraj della Russia costituito il 1º luglio 2007 in seguito alla fusione delle precedenti unità territoriali dell'oblast' di Kamčatka e della Coriachia (o circondario autonomo dei Coriacchi).

## Geografia fisica
Si estende su tutta la vasta penisola omonima, oltre che su un'estesa zona a settentrione di questa, corrispondente alla parte meridionale dei monti dei Coriacchi e ai bacini dei fiumi Talovka e Penžina.

## Geografia umana
Il territorio è scarsamente popolato; gli abitanti si concentrano per più di metà nelle città di Petropavlovsk-Kamčatskij (situata sulla costa orientale, importante porto commerciale e peschereccio con industrie alimentari e meccaniche), Viljučinsk ed Elizovo, mentre altri centri urbani di qualche rilievo sono:
- Ossora
- Korf
- Ozernovskij
- Kamenskoe
- Ključi
- Pionerskij
- Korjaki
- Razdol'nyj
- Termal'nyj
- Tigil'
- Nikolaevka
- Paratunka
- Kozyrevsk
- Nagornyj
- Ust'-Hajrjuzovo
- Novyj
- Lesnoj
- Apača
- Ivaška
- Sokoč
- Preobraženskoe
- Aleutka

## Suddivisioni

### Rajon
Il Territorio della Kamčatka comprende i seguenti rajon:
- Aleutskij (Алеутский), capoluogo Nikol'skoe
- Bystrinskij (Быстринский), capoluogo Ėsso
- Elizovskij (Елизовский), capoluogo Elizovo
- Karaginskij (Карагинский), capoluogo Ossora
- Mil'kovskij (Мильковский), capoluogo Mil'kovo
- Oljutorskij (Олюторский), capoluogo Tiličiki
- Penžinskij (Пенжинский), capoluogo Kamenskoe
- Sobolevskij (Соболевский), capoluogo Sobolevo
- Tigil'skij (Тигильский), capoluogo Tigil'
- Ust'-Bol'šereckij (Усть-Большерецкий), capoluogo Ust'-Bol'šereck
- Ust'-Kamčatskij (Усть-Камчатский), capoluogo Ust'-Kamčatsk

### Città

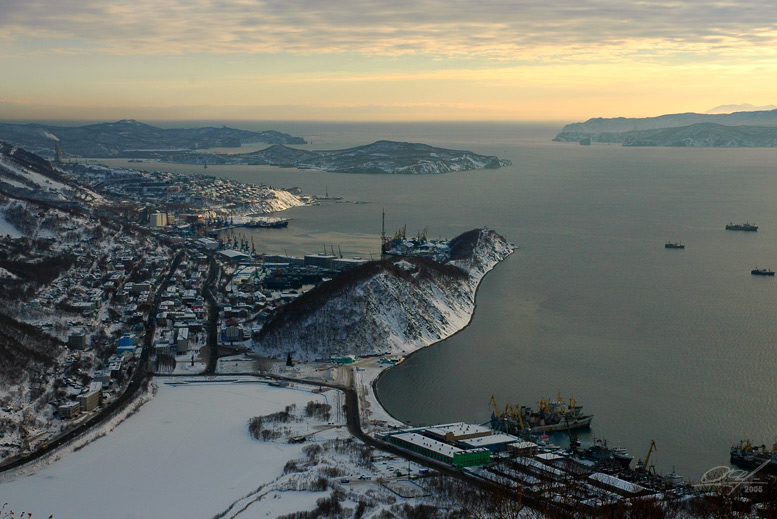
Veduta invernale di Petropavlovsk-Kamčatskij, capitale del Territorio.

I centri abitati del territorio della Kamčatka con status di città sono tre (in grassetto quelle poste sotto la diretta giurisdizione regionale e non sottoposte ad alcun rajon):
- Elizovo
- Petropavlovsk-Kamčatskij
- Viljučinsk[2]

### Insediamenti di tipo urbano
I centri abitati del territorio della Kamčatka con status di insediamenti di tipo urbano sono 5:
- Oktjabr'skij
- Ossora
- Ozernovskij
- Palana
- Vulkannyj